# Peter Antonie
Peter Thomas Antonie OAM, avstralski veslač, * 11. maj 1958, Melbourne.
Antonie je za Avstralijo nastopil na Poletnih olimpijskih igrah 1988, 1992 in 1996.
Na igrah v Barceloni leta 1992 je v dvojnem dvojcu osvojil zlato medaljo. Pred tem je nastopal v lahkem enojcu. Za uspehe v veslaškem športu mu je po upokojitvi Mednarodna veslaška zveza leta 2003 podelila Medaljo Thomasa Kellerja, avstralska vlada pa mu je podelila tudi Red Avstralije.